# Âne de l'Amiata
L’âne de l'Amiata, nommé asino dell'Amiata  en italien, est une race d’âne italienne originaire de la Province de Grosseto en Toscane. C'est un âne agile, svelte et généreux de caractère. Sa robe grise avec des zébrures est caractéristique, tout comme la raie cruciale (« croix de Saint-André ») qu'il porte. Sa tête est bien proportionnée avec des oreilles bien droites entourées de liserés sombres. L'encolure est musculeuse et l'épaule robuste et droite. Le poitrail est ouvert et le thorax ample. Les membres sont épais mais de petite taille. Ses sabots sont compacts et le pied robuste. Il est utilisé pour le travail agricole, la traction, le bât et aussi comme monture,. 